# Степановский сельсовет (Тамбовская область)
Степановский сельсовет — муниципальное образование со статусом сельского поселения в Ржаксинском районе Тамбовской области.
Административный центр — село Степановка.

## История
В соответствии с Законом Тамбовской области от 17 сентября 2004 года № 232-З установлены границы муниципального образования и статус сельсовета как сельского поселения.

## Население
| 2010 | 2012  | 2013  | 2014  | 2015  | 2016  | 2017 |
| ---- | ----- | ----- | ----- | ----- | ----- | ---- |
| 1205 | ↘1183 | ↘1166 | ↘1135 | ↘1062 | ↘1031 | ↘996 |
| 2018 | 2019  | 2020  | 2021  |       |       |      |
| ↘965 | ↘956  | ↘923  | ↘878  |       |       |      |

## Состав сельского поселения
| № | Населённый пункт | Тип населённого пункта       | Население |
| - | ---------------- | ---------------------------- | --------- |
| 1 | Михайловка       | деревня                      | ↘98       |
| 2 | Недобровка       | деревня                      | 83        |
| 3 | Отхожее          | село                         | ↘354      |
| 4 | Первомайский     | посёлок                      | ↘40       |
| 5 | Степановка       | село, административный центр | ↘630      |